# Muzeum Regionalne w Głownie
Muzeum Regionalne w Głownie – muzeum założone w 1989 r. z inicjatywy działaczy Towarzystwa Przyjaciół Miasta Głowna. Placówka powstała na bazie utworzonej w 1977 sali pamięci historycznej TPMG.
Muzeum mieści się w zabytkowym pałacu Jabłońskich, w Głownie przy ul. Łowickiej 74. Obecnie zbiory muzeum liczą 1280 eksponatów.